# Jorge Inés
Jorge Inés (nascido em 15 de março de 1945) é um ex-ciclista guatemalense que competiu no ciclismo nos Jogos Olímpicos de Verão de 1968, representando a Guatemala.